# Bandobena
Bandobena là một chi bướm đêm thuộc họ Geometridae.